# Aeroportul Internațional Jinan Yaoqiang
Aeroportul Internațional Jinan Yaoqiang (IATA: TNA, ICAO: ZSJN) este un aeroport din Licheng District⁠(d), Jinan, Shandong, Republica Populară Chineză ce deservește zona Jinan. Aeroportul a fost tranzitat în 2022 de 8.242.323 de pasageri. A fost numit după zona deservită.
Situat la o altitudine de 23 m, aeroportul dispune de o singură pistă.